# Rutelinae
Rutelinae — підродина жуків родини Пластинчастовусі (Scarabaeidae). Надродина містить понад 200 родів і налічує близько 4100 видів.

## Опис
Члени підродини мають видовжену овальну форму тіла. Вусики від 8- до 10-членикових, булава 3-членикова.
Представники роду Chrysina забарвлені у різні варіанти зеленого кольору і часто несуть на надкрилах борозенки, але також є декілька видів роду з абсолютно гладкими покривами тіла і суцільною металевою забарвленням золотого або сріблястого кольору.

## Спосіб життя
Жуки рослинноїдні, живляться листками та квітками рослин. Личинки живляться коренями рослин чи рослинними залишками, що гниють.

## Поширення
Представники підродини поширені в Європі, Азії, особливо багато їх у Новому Світі: в  Австралії, Північній та Південній Америці.
В Україні відомо 18 видів.

## Різноманіття
Підродина поділяється на 6 триб:
- Adoretini
- Anatistini (= Spodochlamyini)
- Anomalini
- Anoplognathini
- Geniatini
- Rutelini

## Значення для людини
Деякі представники підродини є шкідниками сільського господарства, зокрема жук хлібний, японський жук тощо.
Яскравих жуків роду Chrysina розводять та збирають колекціонери.